# 평부선
평부선(平釜線)은 조선민주주의인민공화국 평양직할시 중구역에 있는 평양역에서 대한민국 경기도 파주시 장단면에 있는 도라산역을 연결하는 철도 노선이다.

## 노선 정보
- 구간과 거리: 평양역~개성역 187.3km(개성역 이후 도라산역까지 연장)
- 역 수(驛數): 26개(장단역 포함)
- 궤도 간격: 1435mm(표준궤)
- 전철화 구간: 전 구간(직류 3000V)
- 복선 구간: 없음

## 연혁
- 1906년 4월 3일: 경의선 전구간이 개통됨(이후 1953년까지의 연혁에 대해서는 경의선 문서를 참고하시오)
- 1948년 9월 9일: 남북 분단 이후 평양에서 사리원 구간을 사용, 이름을 평부선으로 변경
- 1953년 7월 27일: 한국 전쟁 이후 평양 ~ 사리원 구간을 남쪽으로 연장, 평양 ~ 개성 구간을 운영
- 2000년 6월 15일: 6·15 남북 공동선언으로 남북간 철도가 연결되는 계기가 마련됨
- 2000년 7월 31일: 남북 장관급 회담에서 본선과 경의선의 연결이 합의됨
- 2003년 6월 14일: 경의선, 동해북부선 연결식이 거행됨, 행사는 남한과 북한에서 따로 진행되었음
- 2007년 5월 17일: 경의선 문산역~개성역 구간에서 열차의 시운전이 실시됨, 손하역, 판문역 개업
- 2007년 12월 11일: 봉동역을 화물열차전용역으로 재개업하다
- 2008년 11월 28일: 문산역~봉동역 구간에 화물열차의 운행이 중단됨
- 2009년 8월 25일: 12월 1일의 조치가 해제되어 열차의 운행이 재개됨

## 역 목록

### 평양 - 판문
| 역명               | 로마자 역명        | 한자 역명  | 접속 노선                   | 소재지        | 소재지        |
| ------------------ | ------------------ | ---------- | --------------------------- | ------------- | ------------- |
| 평양               | P'yŏngyang         | 平壤       | 평의선·평남선·평라선·평덕선 | 평양직할시    | 중구역        |
| 대동강             | Taedonggang        | 大同江     | 평덕선                      | 평양직할시    | 선교구역      |
| 력포               | Ryŏkp'o            | 力浦       |                             | 평양직할시    | 력포구역      |
| 중화               | Chunghwa           | 中和       |                             | 황해북도      | 중화군        |
| 흑교               | Hŭkkyo             | 黑橋       |                             | 황해북도      | 황주군        |
| 긴등               | Kindŭng            |            |                             | 황해북도      | 황주군        |
| 황주               | Hwangju            | 黃州       |                             | 황해북도      | 황주군        |
| 침촌               | Ch'imch'on         | 沈村       |                             | 황해북도      | 황주군        |
| 정방리             | Chŏngbang-ri       | 正方里     |                             | 황해북도      | 사리원시      |
| 사리원청년         | Sariwŏn Ch'ŏngnyŏn | 沙里院靑年 |                             | 황해북도      | 사리원시      |
| 동사리원           | Tongsariwŏn        | 東沙里院   |                             | 황해북도      | 사리원시      |
| 봉산               | Pongsan            | 鳳山       |                             | 황해북도      | 봉산군        |
| 청계               | Ch'ŏnggye          | 淸溪       |                             | 황해북도      | 봉산군        |
| 흥수               | Hŭngsu             | 興水       |                             | 황해북도      | 봉산군        |
| 문무               | Munmu              | 文武       |                             | 황해북도      | 서흥군        |
| 석현               | Sŏkhyŏn            | 石峴       |                             | 황해북도      | 서흥군        |
| 서흥               | Sŏhŭng             | 瑞興       |                             | 황해북도      | 서흥군        |
| 물개               | Mulgae             | 物開       |                             | 황해북도      | 평산군        |
| 평산               | P'yŏngsan          | 平山       | 청년이천선                  | 황해북도      | 평산군        |
| 태백산성           | Taebaeksansŏng     | 太白山城   |                             | 황해북도      | 평산군        |
| 한포               | Hanp'o             | 汗浦       |                             | 황해북도      | 평산군        |
| 금천               | Kŭmch'ŏn           | 金川       |                             | 황해북도      | 금천군        |
| 계정               | Kyejŏng            | 鷄井       |                             | 황해북도      | 금천군        |
| 려현               | Ryŏhyŏn            | 礪峴       |                             | 개성시        | 개성시        |
| 개풍               | Kaep'ung           | 開豊       |                             | 개성시        | 개성시        |
| 개성               | Kaesŏng            | 開城       |                             | 개성시        | 개성시        |
| 손하               | Sonha              | 孫河       |                             | 개성시        | 개성시        |
| 봉동               | Pongdong           | 鳳東       |                             | 개성시        | 개성시        |
| 판문               | P'anmun            | 板門       |                             | 개성시        | 개성시        |
| MDL                |                    |            |                             |               |               |
| 장단               | Jangdan            | 長湍       |                             | 경기도 파주시 | 경기도 파주시 |
| 대한민국 관할 구간 |                    |            |                             | 경기도 파주시 | 경기도 파주시 |
| 도라산             | Dorasan            | 都羅山     | 경의선                      | 경기도 파주시 | 경기도 파주시 |

## 같이 보기
- 경의선
- 평의선
- 경부선